# Alain Penz
Alain Penz (* 30. Oktober 1947 in Sallanches) ist ein ehemaliger französischer Skirennläufer.

## Biografie
Im Skiweltcup gewann Penz fünf Rennen (vier Slaloms und einen Riesenslalom). In der Saison 1968/69 und in der Saison 1969/70 wurde er jeweils Fünfter der Gesamtwertung. Darüber hinaus gewann er 1969/70 den Slalom-Weltcup, punktgleich mit Patrick Russel und Henri Bréchu.
Weniger erfolgreich war er bei Olympischen Spielen: 1968 wurde er Achter im Slalom, 1972 Neunter im Riesenslalom. Auch bei Weltmeisterschaften gewann er nie eine Medaille, 1970 erreichte er den fünften Platz im Slalom und den neunten Platz im Riesenslalom.
Von 1969 bis 1972 wurde Penz siebenmal französischer Meister (dreimal in der Kombination und je zweimal im Slalom und im Riesenslalom). Ende der Saison 1971/72 trat er vom Skirennsport zurück.

## Erfolge

### Olympische Spiele (auch WM)
- Grenoble 1968: 8. Slalom
- Sapporo 1972: 9. Riesenslalom

### Weltmeisterschaften
- Gröden 1970: 5. Slalom, 9. Riesenslalom

### Weltcupwertungen
Alain Penz gewann zweimal die Disziplinenwertung im Slalom.
| Saison  | Gesamt | Gesamt | Abfahrt | Abfahrt | Riesenslalom | Riesenslalom | Slalom | Slalom |
| Saison  | Platz  | Punkte | Platz   | Punkte  | Platz        | Punkte       | Platz  | Punkte |
| ------- | ------ | ------ | ------- | ------- | ------------ | ------------ | ------ | ------ |
| 1967    | 27.    | 8      | –       | –       | –            | –            | 16.    | 8      |
| 1968    | 44.    | 5      | –       | –       | –            | –            | 25.    | 5      |
| 1968/69 | 5.     | 98     | 25.     | 1       | 6.           | 32           | 1.     | 65     |
| 1969/70 | 5.     | 119    | –       | –       | 7.           | 44           | 1.     | 75     |
| 1970/71 | 14.    | 51     | –       | –       | 16.          | 13           | 7.     | 38     |
| 1971/72 | 15.    | 46     | –       | –       | 15.          | 18           | 7.     | 28     |

### Weltcupsiege
Penz errang insgesamt 12 Podestplätze, davon 5 Siege:
| Datum            | Ort             | Land       | Disziplin    |
| ---------------- | --------------- | ---------- | ------------ |
| 26. Januar 1969  | Megève          | Frankreich | Slalom       |
| 22. Februar 1970 | Jackson Hole    | USA        | Slalom       |
| 27. Februar 1970 | Vancouver       | Kanada     | Riesenslalom |
| 28. Februar 1970 | Vancouver       | Kanada     | Slalom       |
| 6. März 1970     | Heavenly Valley | USA        | Slalom       |